# Estación La Vitícola
La Vitícola es una estación ferroviaria ubicada en el paraje rural del mismo nombre, en el partido de Bahía Blanca, Provincia de Buenos Aires, Argentina, Paralelamente a la Ruta Nacional 33.

## Servicios
Por sus vías corren trenes de carga de la empresa Ferroexpreso Pampeano.

## Ubicación
Se encuentra a 27 km al norte de la ciudad de Bahía Blanca y a 652 kilómetros al suroeste de la estación Constitución.